# الشك يا حبيبي (فلم)
الشك يا حبيبي فيلم مصري تم إنتاجه 1979، من إخراج هنري بركات وبطولة شادية ومحمود ياسين ويحيى شاهين وناهد شريف وسناء جميل.
صورت بعض مشاهدة في دولة اليونان.

## قصة
حيث يحكى قصة الفيلم ان مراة متزوجة من رجل ولكن بعد عدة سنوات من الزواج لاينجبان فيذهبا كل منهم إلى الدكتور فيعلموا بان العقم من الزوج وليست الزوجة ولكن الزوجة (شادية) تقوم فقول غير ذلك بانها هي التي عقيمة للمحافظة على مشاعر زوجها وفي يوم سفر زوجها ياتى يعلم بانها حامل فشك في خياناتها فقام بطردها من البيت فتذهب إلى منزل ابية وهي بالطريق ستجهض الجنين فيذهب الزوج إلى الدكتور فيخبره انة من الممكن ان ينجب فنم ندما كبيرا حتى انه لا يقدر على العيش بدونها فقررت الذهاب لرحلة خارج مصر مع والدها لكى تنسى كل ما حدث فذهبت إلى اليونان وهي هناك اتى إليها زوجها ليعتذر لها فرفضته وقررت على العيش مع ولاده وعدم الارتباط به بعد لحظة شكه بها وهي هناك تعرفت على النجم(محمود ياسين) وكان متزوج بمصر وهناك توفى والدها فحزنت ولكن يعمل (محمود ياسين) المحاماة فقررت ان ترتبط به من خلال اوراق وعقود والدها فتتدخل في قصة حب معة لكن اخت زوج (شادية) في هذا الفيلم قامت بمعرفة انها على علاقة برجل فعلمت بانة متزوج حتى تحدثت مع زوجته واتت إليه وهنا طلبت منه الطلاق فيطلقها وهنا تزهك من حياتها فتقرر الذهاب إلى ألمانيا لكن بالمطار ينقذها(محمود ياسين) لكى تعود لحبهم وهكذا تنتهى القصة

## تمثيل
- شادية
- محمود ياسين
- يحيى شاهين
- ناهد شريف
- سناء جميل
- عمر الحريري
- أحمد خميس
- سامي فهمي
- صلاح نظمي
- محمد رضا

## أغاني الفيلم
- نعمل ايه
- الزمان لما صالحنا